# Palazzo Vonwiller

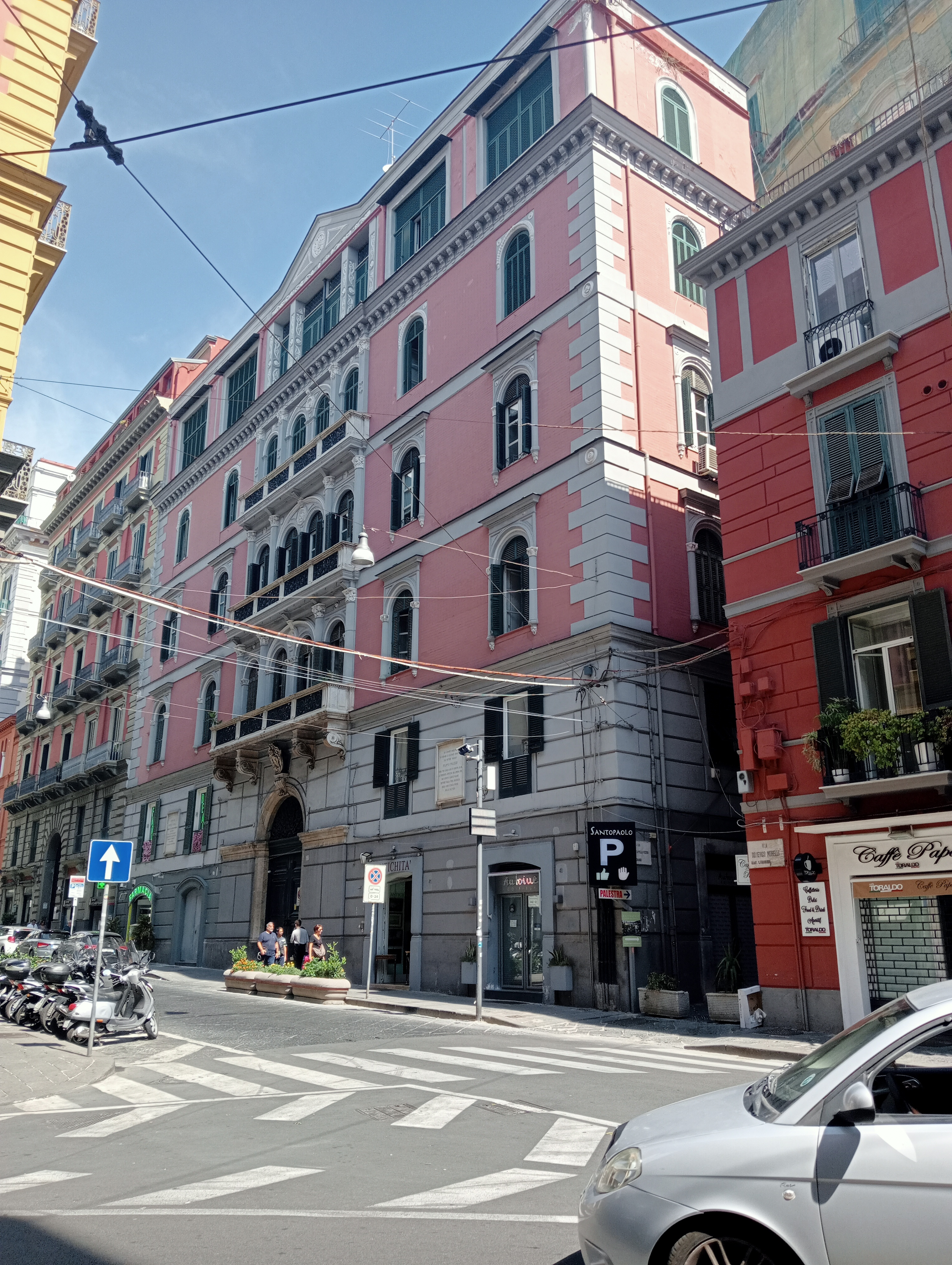
Palazzo Vonwiller in Neapel

Der Palazzo Vonwiller ist ein Palast aus den 1850er-Jahren im Viertel San Ferdinando von Neapel in der italienischen Provinz Kampanien. Er liegt in der Via Domenico Morelli, 37.

## Geschichte
Im Jahre 1853 beauftragte König Ferdinand II. den Architekten Enrico Alvino mit der Trassierung einer Straße, die die Via Chiatamone mit dem Largo di Cappella Nuova (heute Piazza dei Martiri) verbinden sollte. Somit kann die Errichtung dieses Palastes auf die zweite Hälfte der 1850er-Jahre datiert werden. Den Auftrag dazu gab der reiche italienisch-schweizerische Bankier Giovanni Vonwiller, der auch ein leidenschaftlicher Kunstliebhaber war; er häufte in dem Palast eine große Sammlung an und ließ den Palast später um ein Geschoss aufstocken, um dort das Atelier seiner Schüler, Domenico Morelli und Filippo Palizzi unterzubringen. Beide sind auf Steintafeln außen am Gebäude erwähnt.

## Beschreibung
Das fünfstöckige Gebäude ist im eklektischen Stil gehalten. Der Mittelteil der Fassade ist mit Mauerwerk verkleidet und durch kleine Balkone mit Vierfachfenstern (bestehend aus je einem Ajimez in der Mitte und seitlichen Einzelfenstern) und Pfeiler unterschiedlicher Formen (achteckig, rund, quadratisch) in verschiedenen Stockwerken gekennzeichnet. Das oberste Stockwerk trägt ein großes, dreieckiges Tympanon. Die Fenster vom ersten bis zum dritten Obergeschoss haben Rundbögen und Reliefarchitrave. Der Balkon im ersten Obergeschoss steht weiter hervor als die anderen und wird durch Konsolen gestützt. Alle Balkone tragen Balustraden, die durch kleine Pfeiler getragen werden und gestaltete Spiegel aus Schmiedeeisen einrahmen.
Der Palast liegt auf einem sehr begrenzten Grundstück zwischen der heutigen Via Domenico Morelli und dem Grundstück des Palazzo Sessa. Somit kommt man nach Durchschreiten des Marmorportals mit Rundbogen mit dem Baronswappen der Familie darüber nicht in eine Folge von Empfangsraum, großem, rechteckigen Innenhof und offener Treppe, wie sie viele Gebäude aus dem 18. Jahrhundert in Neapel kennzeichnet. Stattdessen gibt es ein kurzes Vestibül vor einer kreisrunden Treppe, die laut Gino Doria von Domenico Morelli entworfen wurde. In einigen Räumen sind vermutlich noch die Dekorationen erhalten, mit deren Gestaltung Baron Vonwiller den Dekorateur Ignazio Perricci beauftragt hatte.

## Bildergalerie

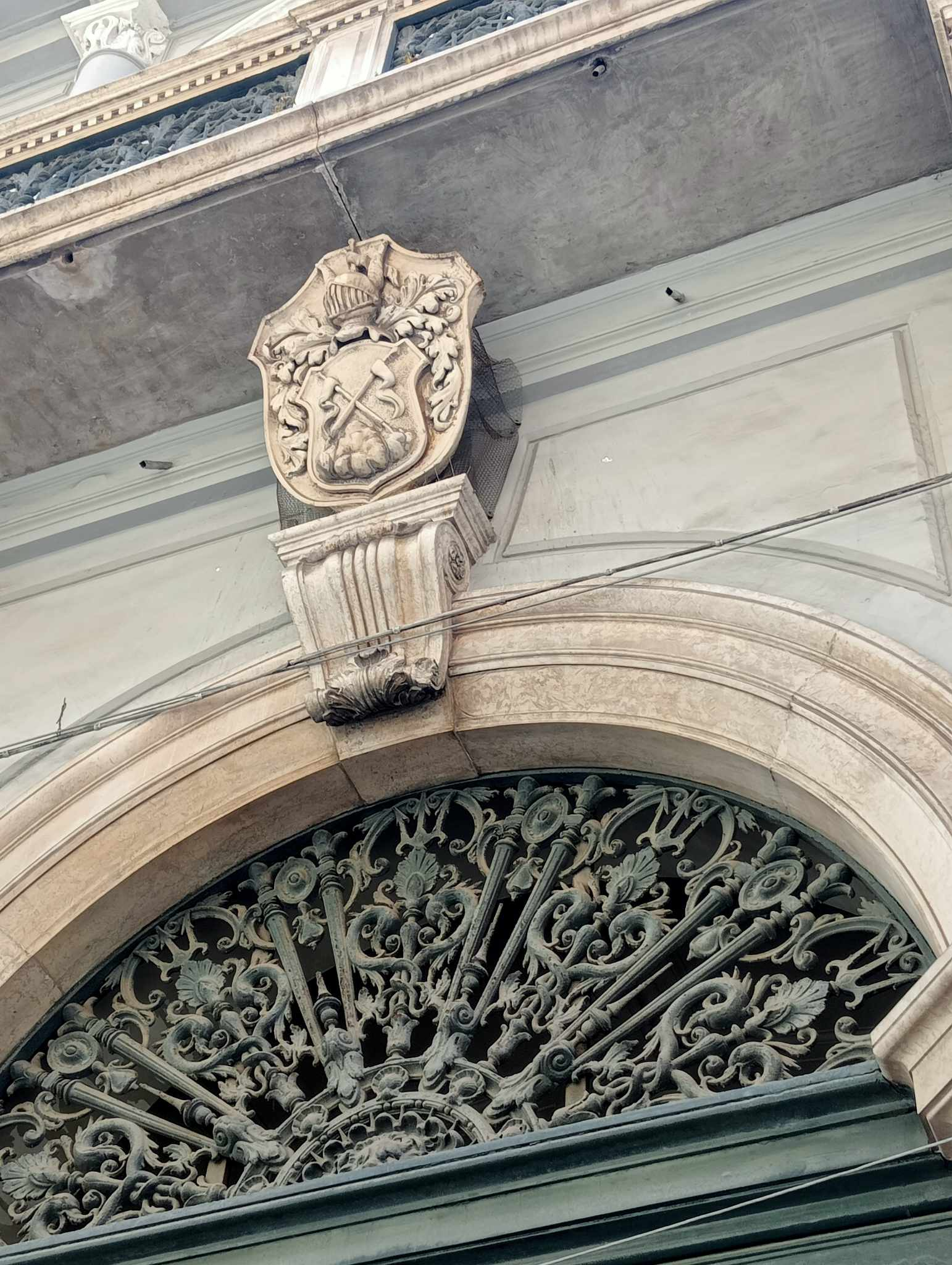
Das Wappen der Familie Vonwiller